# Kościół św. Marii Magdaleny w Rabce-Zdroju
Kościół św. Marii Magdaleny – rzymskokatolicki kościół parafialny należący do dekanatu Rabka archidiecezji krakowskiej, mieszczący się przy ulicy Władysława Orkana 8.

## Historia budowy
Kościół został wybudowany w stylu neogotyckim, w latach 1902–1908. Do budowy kościoła przystąpiono z chwilą, gdy stary, drewniany kościół (obecnie Muzeum im. Orkana) stał się niewystarczający dla potrzeb rozrastającej się parafii. Zasługi przy budowie położył ówczesny proboszcz ks. Jakub Zych, rodem z Chochołowa i wikariusz ks. St. Kwiatkowski, uchodźca z Królewca. Budowę prowadził architekt Sławomir Odrzywolski. Świątynię konsekrował w 1923 roku ks. bp Anatol Nowak Sufragan krakowski. W 1929 roku kościół otrzymał piękną polichromię wykonaną przez artystę malarza Giebułtowskiego z Oświęcimia. W 2004 w kościele odbył się I Festiwal Muzyki Organowej, w tym samym roku rozpoczęto remont kapitalny organów. 

## Zespół kościelny
W ołtarzu głównym znajdują się dwa obrazy: św. Marii Magdaleny, którą obrano patronką Kościoła i parafii oraz łaskami słynący obraz Matki Bożej Rabczańskiej, przeniesiony ze starego kościoła.
W skład zespołu wchodzi kościół, cmentarz przykościelny, ogrodzenie z pseudo-bastionami, budynek gosp. (w linii ogrodzenia).

## Kaplica
Przy parafii św. Marii Magdaleny znajduje się kaplica Wieczystej Adoracji pw. św. Michała Archanioła i Matki Bożej Fatimskiej. Powstała w miejscu dawnego sklepiku parafialnego; budowę rozpoczęto w grudniu 2018 roku. Wymagała gruntownej przebudowy i nowej aranżacji wnętrza z użyciem marmuru, granitu i szkła. Centrum stanowi podświetlana monstrancja w formie szklanego obelisku (ok. 200 kg). Obok umieszczono figury Matki Bożej Fatimskiej (z Fatimy) i św. Michała Archanioła (z Monte Sant’Angelo).

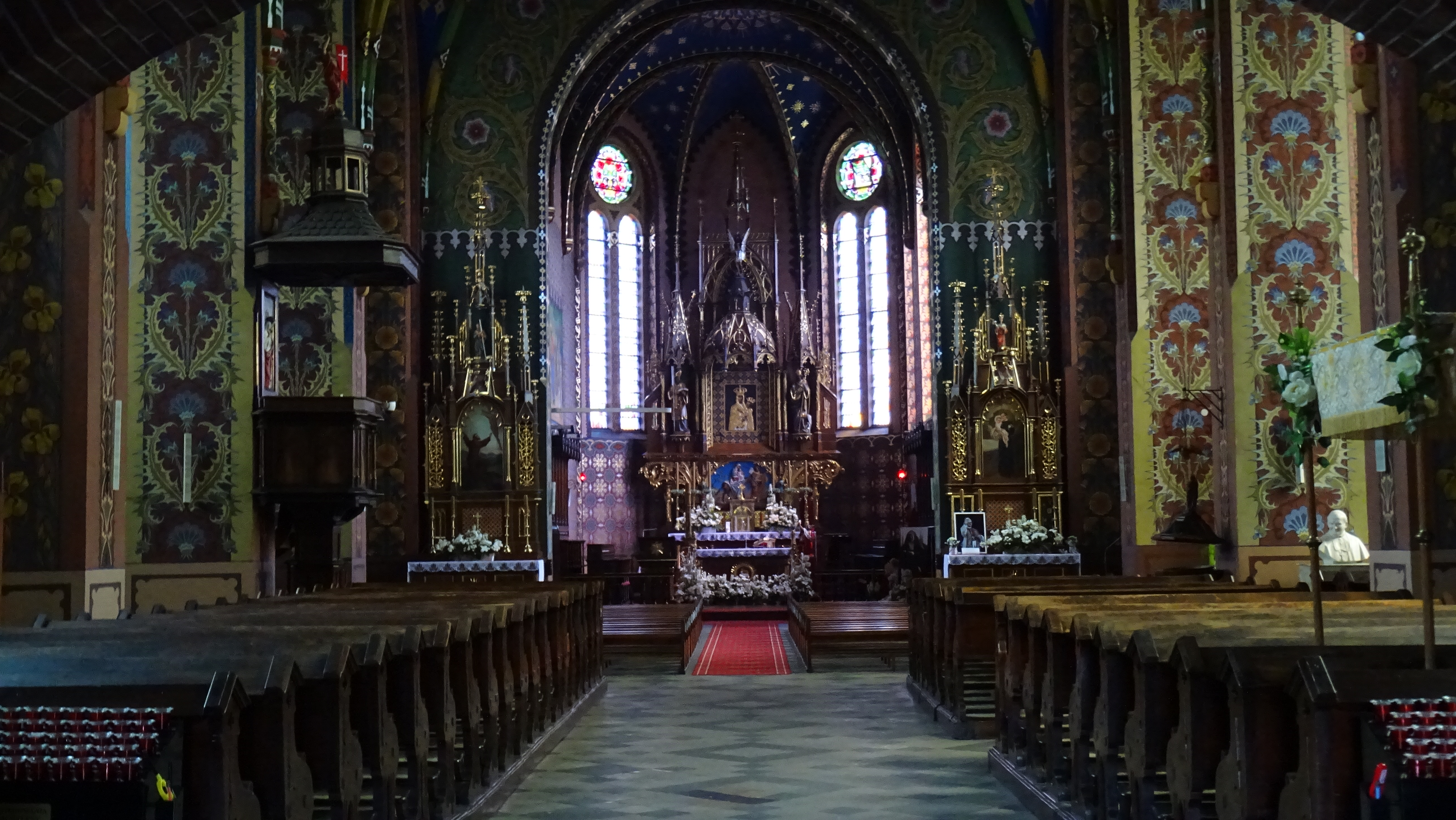
Wnętrze kościoła (2025)
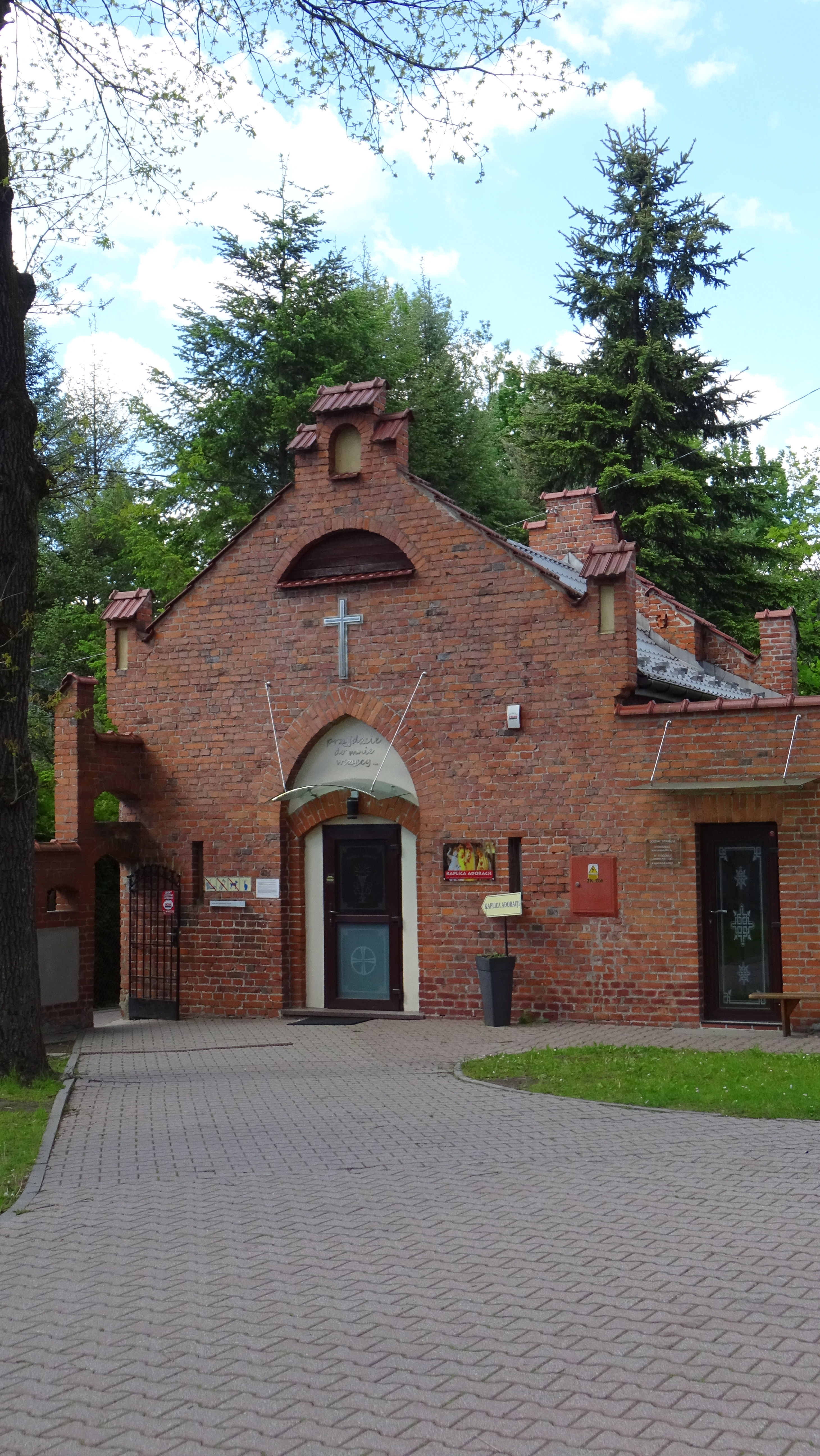
Kaplica Wieczystej Adoracji